# Katarzyna Oleś-Blacha
Katarzyna Anna Oleś-Blacha (ur. 9 lipca 1976 w Knurowie) – polska śpiewaczka operowa (sopran koloraturowy).
W 2001 ukończyła z wyróżnieniem Wydział Wokalno-Aktorski Akademii Muzycznej w Krakowie w klasie prof. Wojciecha Jana Śmietany.
Laureatka wielu krajowych i międzynarodowych konkursów i festiwali, m.in. w 2010 otrzymała III nagrodę w kategorii głosów żeńskich na VII Międzynarodowym Konkursie Wokalnym im. Stanisława Moniuszki w Warszawie, a w 2012 roku została uhonorowana Teatralną Nagrodą Muzyczną im. Jana Kiepury w kategorii „Najlepsza śpiewaczka”. W lipcu 2014 roku została Laureatką nagrody: „Ars Quaerendi” za wybitne działania na rzecz promocji kultury.
Solistka Opery Krakowskiej, gdzie po raz pierwszy wystąpiła w 2001 w partii Królowej Nocy w „Czarodziejskim flecie” Mozarta. Za szczególnie ważne w dorobku artystki należy uznać role: Rozyna („Cyrulik sewilski” Rossiniego), Gilda („Rigoletto” Verdiego), Roksana („Król Roger” Szymanowskiego), Fiorilla („Turek we Włoszech” Rossiniego), Zerbinetta („Ariadna na Naksos” R.Straussa), Violetta („La Traviata” G. Verdiego), Olimpia, Antonia, Giulietta, Stella („Opowieści Hoffmanna” J.Offenbacha), Norma („Norma” V.Belliniego), Anna („Anna Bolena” G.Donizettiego) oraz najczęściej wykonywana przez nią partia Królowej Nocy („Czarodziejski flet” Mozarta). Partią Łucji („Lucia di Lammermoor” G.Donizettiego) debiutowała w Operze Narodowej w Warszawie.
Współpracuje z licznymi teatrami operowymi, filharmoniami oraz innymi instytucjami kulturalnymi w Polsce i za granicą. Z zespołami Oper w Bydgoszczy, Łodzi, Gdańsku, Szczecinie odbyła kilkakrotnie tournée po Austrii, Francji, Hiszpanii, Holandii, Niemczech i Szwajcarii, goszcząc w takich salach jak: Festspiel und Kongresshaus w Bregenz, Theater am Aegi w Hannoverze, Philharmonie w Berlinie, Philharmonie w Monachium, Gewandhaus w Lipsku, Rotterdamse Schouwburg w Rotterdamie.
Artystka ma w swoim bogatym dorobku ponad 40 pierwszoplanowych ról operowych, operetkowych i musicalowych, które prezentowała w 50 różnych realizacjach premierowych, festiwalowych oraz repertuarowych wielu teatrów operowych w Polsce i za granicą.
W kręgu zainteresowań artystycznych Katarzyny Oleś–Blachy znajduje się również muzyka oratoryjno–kantatowa i  kameralna. Dowodem na to są liczne koncerty (m.in. Kraków, Warszawa, Wrocław, Szczecin, Katowice, Stuttgart, Wolfsburg, Innsbruck, Linz, Hannover, Berlin, Monachium, Regensburg, Fulda, Graz, Strasburg, Szanghaj, Al Kuwait).
Dokonała szeregu nagrań płytowych i archiwalnych dla potrzeb Radia i Telewizji, w tym w 2005 niezwykle rzadko wykonywanego „Koncertu na sopran i orkiestrę” Tadeusza Zygfryda Kasserna z Polską Orkiestrą Radiową pod dyrekcją Piotra Wajraka, który wielokrotnie prezentowano na antenie polskich rozgłośni. Ze szczególnie ciepłym przyjęciem słuchaczy i krytyki spotkał się album artystki „Per due Donne” (DUX 1351) oraz pierwsze płytowe wydanie ostatniej opery Stanisława Moniuszki „Beata” (DUX 1531).  
Pedagog Akademii Muzycznej w Krakowie. Prowadzi klasę śpiewu solowego. We wrześniu 2006 roku został jej nadany stopień doktora w dziedzinie sztuk muzycznych – wokalistyki, w lipcu 2014 roku stopień doktora habilitowanego, a w kwietniu 2021 tytuł profesora sztuki. Prowadzi warsztaty wokalne oraz kursy mistrzowskie dla młodzieży oraz młodych adeptów wokalistyki.

## Repertuar

### Partie operowe i operetkowe, role w spektaklach
| kompozytor                | opera/operetka              | partia            | debiut     |
| Henry Purcell             | The Fairy Queen             | The First Lady    | 01.03.2001 |
| Wolfgang Amadeus Mozart   | Die Zauberflöte             | Königin der Nacht | 09.01.2000 |
| Jacques Offenbach         | Les contes d’Hoffmann       | Olympia           | 10.01.2002 |
| Engelbert Humperdinck     | Hänsel und Gretel           | Gretel            | 17.02.2002 |
| Engelbert Humperdinck     | Hänsel und Gretel           | Sandmännchen      | 24.02.2002 |
| Engelbert Humperdinck     | Hänsel und Gretel           | Taumännchen       | 24.02.2002 |
| Georg Friedrich Händel    | Messiah                     | sopran            | 17.03.2002 |
| Gioacchino Rossini        | Il barbiere di Siviglia     | Rosina            | 12.10.2002 |
| Stanisław Moniuszko       | Straszny dwór               | Hanna             | 16.05.2003 |
| Benjamin Britten          | The Rape of Lucretia        | Lucia             | 08.02.2004 |
| Giuseppe Verdi            | Rigoletto                   | Gilda             | 18.04.2004 |
| Stanisław Moniuszko       | Hrabina                     | Ewa               | 29.04.2004 |
| Christoph Willibald Gluck | Orpheo ed Euridice          | Amore             | 31.05.2004 |
| Viktor Fortin             | Och, Pinokio!               | Wróżka            | 27.04.2005 |
| Wolfgang Amadeus Mozart   | Così fan tutte              | Despina           | 08.05.2005 |
| Richard Strauss           | Der Rosenkavalier           | Sophie            | 12.09.2005 |
| Carl Zeller               | Der Vogelhändler            | Christel          | 23.06.2007 |
| Johann Strauss II         | Die Fledermaus              | Adele             | 30.06.2007 |
| Gaetano Donizetti         | Lucia di Lammermoor         | Lucia             | 17.03.2008 |
| Johann Strauss II         | Der Zigeunerbaron           | Arsena            | 21.06.2008 |
| Giuseppe Verdi            | La Traviata                 | Violetta Valéry   | 27.10.2008 |
| Krzysztof Penderecki      | Diabły z Loudun             | Philippe          | 13.12.2008 |
| Wolfgang Amadeus Mozart   | Don Giovanni                | Donna Anna        | 20.02.2009 |
| David Eddlemann           | Kolot min HaShoah           | sopran            | 20.04.2009 |
| Gaetano Donizetti         | L’elisir d’amore            | Adina             | 19.04.2009 |
| Georg Friedrich Händel    | Amadigi di Gaula            | Melissa           | 26.09.2009 |
| Victor Ullmann            | Der Kaiser von Atlantis     | Bubikopf          | 10.10.2011 |
| Richard Strauss           | Ariadne auf Naxos           | Zerbinetta        | 24.03.2012 |
| Wolfgang Amadeus Mozart   | Le nozze di Figaro          | La Contessa       | 15.06.2012 |
| Wolfgang Amadeus Mozart   | Le nozze di Figaro          | Susanna           | 19.06.2012 |
| Christoph Willibald Gluck | Orphée et Eurydice          | Eurydice          | 28.04.2013 |
| Giuseppe Verdi            | Il trovatore                | Leonora           | 08.06.2013 |
| Mateusz Bień              | Pizzicato                   | Kura              | 09.12.2013 |
| Siergiej Prokofiew        | Miłość do trzech pomarańczy | Ninetta           | 25.04.2014 |
| Jerry Bock                | The Fiddler on the Roof     | Hudel             | 21.06.2014 |
| Arrigo Boito              | Mefistofele                 | Margherita        | 25.09.2014 |
| Marcin Błażewicz          | Olga Bo                     | Olga              | 10.06.2015 |
| Giacomo Puccini           | La bohème                   | Musetta           | 25.09.2015 |
| Karol Szymanowski         | Król Roger                  | Roksana           | 13.11.2015 |
| Gioacchino Rossini        | Il Turco in Italia          | Fiorilla          | 04.02.2016 |
| Georges Bizet             | Carmen                      | Micaëla           | 21.10.2016 |
| Imre Kálmán               | Gräfin Mariza               | Mina              | 24.02.2017 |
| Jacques Offenbach         | Les contes d’Hoffmann       | Giulietta         | 09.06.2017 |
| Jacques Offenbach         | Les contes d’Hoffmann       | Antonia           | 09.06.2017 |
| Jacques Offenbach         | Les contes d’Hoffmann       | Stella            | 09.06.2017 |
| Vincenzo Bellini          | Norma                       | Norma             | 27.10.2017 |
| Carl Orff                 | Carmina burana              | sopran            | 27.04.2018 |
| Gaetano Donizetti         | Anna Bolena                 | Anna Boleyn       | 25.05.2018 |
| Stanisław Moniuszko       | Beata                       | Beata             | 16.09.2018 |
| Wolfgang Amadeus Mozart   | Così fan tutte              | Fiordiligi        | 07.02.2019 |
| Gaetano Donizetti         | La fille du régiment        | Maria             | 24.05.2019 |
| Leonard Bernstein         | Candide                     | Cunegonde         | 07.06.2019 |
| Arthur Honegger           | Jeanne d'Arc au bûcher      | Madonna           | 06.12.2019 |

### Oratoria, msze, symfonie, pieśni z orkiestrą
| kompozytor              | utwór                                                    | partia    |
| Johann Sebastian Bach   | Johannes Passion                                         | Sopran    |
| Johann Sebastian Bach   | Koffie-cantate "Schweigt stille, plaudert nicht" BWV 211 | Sopran    |
| Johann Sebastian Bach   | Jauchzet Gott in allen Landen BWV 51                     | Sopran    |
| Johann Sebastian Bach   | Mer hahn en neue Oberkeet, BWV 212                       | Sopran    |
| Ludwig van Beethoven    | Christus am Ölberge, op. 85                              | Seraph    |
| Ludwig van Beethoven    | Missa solemnis                                           | Sopran    |
| Ludwig van Beethoven    | 9. Sinfonie in d-moll op. 125                            | Sopran    |
| Georges Bizet           | Te Deum                                                  | Sopran    |
| Johannes Brahms         | Deutsches Requiem                                        | Sopran    |
| Antonin Dvorak          | Stabat Mater                                             | Sopran    |
| David Eddlemann         | Kolot min HaShoah                                        | Sopran    |
| Henryk Mikołaj Górecki  | III Symfonia „Symfonia pieśni żałosnych” op. 36          | Sopran    |
| Joseph Haydn            | Die Jahreszeiten                                         | Hanne     |
| Joseph Haydn            | Missa in Angustiis (Nelsonmesse), Hob.XXII:11            | Sopran    |
| Georg Friedrich Händel  | Deborah                                                  | Deborah   |
| Georg Friedrich Händel  | Dixit Dominus, HWV 232                                   | Sopran    |
| Georg Friedrich Händel  | Messiah                                                  | Sopran    |
| Arthur Honegger         | Jeanne d'Arc au bûcher                                   | La Vierge |
| Johann Nepomuk Hummel   | Messe Es-dur, op. 80                                     | Sopran    |
| Witold Lutosławski      | Chantefleurs et chantefables                             | Sopran    |
| Stanisław Moniuszko     | Msza Piotrowińska                                        | Sopran    |
| Claudio Monteverdi      | Madrigali                                                | Sopran    |
| Wolfgang Amadeus Mozart | Exsultate, jubilate, K.165/158a                          | Sopran    |
| Wolfgang Amadeus Mozart | Grosse Messe in c-moll, KV 427                           | Sopran I  |
| Wolfgang Amadeus Mozart | Krönungsmesse                                            | Sopran    |
| Wolfgang Amadeus Mozart | Requiem KV 626                                           | Sopran    |
| Paweł Muzyka            | Msza Dziękczynna (prawykonanie 11.11.2018)               | Sopran    |
| Paweł Muzyka            | Requiem katyńskie (prawykonanie 12.04.2017)              | Sopran    |
| Carl Orff               | Carmina Burana                                           | Sopran    |
| J.M.K. Poniatowski      | Msza F-dur (prawykonanie 22.10.2015)                     | Sopran    |
| Gioacchino Rossini      | Petite messe solennelle                                  | Sopran    |
| John Rutter             | Requiem                                                  | Sopran    |
| Alfred Schnittke        | Requiem, 1975                                            | Sopran I  |
| Alfred Schnittke        | Requiem, 1975                                            | Sopran II |
| Jean Sibelius           | Luonnotar                                                | Sopran    |
| Richard Strauss         | Vier letzte Lieder                                       | Sopran    |
| Karol Szymanowski       | Pieśni księżniczki z baśni                               | Sopran    |
| Giuseppe Verdi          | Messa da Requiem                                         | Sopran    |
| Antonio Vivaldi         | Gloria RV 589                                            | Sopran    |
| Andrew Lloyd Webber     | Requiem                                                  | Sopran    |

## Nagrania
24.05.2011              Film o sobie  – płyta zespołu PIN, EMI Music Poland 8225122 – nagranie CD
24.06.2012              Koncert Arie oper świata – Dziedziniec Arkadowy Zamku Królewskiego na Wawelu – nagranie DVD
22.10.2015              J.M.K. Poniatowski Msza F-dur - Kraków, Sanktuarium Św. Jana Pawła II, DVD, nagranie TV
12.04.2017              P. Muzyka Requiem Katyńskie – Warszawa, Świątynia Opatrzności Bożej, DVD, nagranie TV
12.08.2017              A. Schnittke Requiem – Rzeszów, Sala Koncertowa Filharmonii Podkarpackiej, CD, DUX 1407
25.10.2017              Per due donne – MEZZOeSOPRANO – Kraków, Opera Krakowska, CD, DUX 1351
styczeń’19               100 lat Odrodzonej Adwokatury Polskiej 1918–2018 – Kraków, Sala Koncertowa PSM II st., CD, DUX 1540
25.03.2019              G. Crumb Three Early Songs, Vox Balaenae, Celestial Mechanics - Rzeszów, Filharmonia Podkarpacka, CD, DUX 1510
08.05.2019              S. Moniuszko Beata - Kraków, Opera Krakowska, CD, DUX 1531

## Wybrane nagrody
- 1998: I Nagroda na VII Międzynarodowym Festiwalu Wokalnym „Kathaumixw” w kategorii „Vocal solo under 25”, Kanada, Powell River
- 1999: Nagroda publiczności podczas 8. Internationales Gesangsseminar, Burg Beeskow, Niemcy
- 2000: Stypendium Ministra Kultury i Sztuki za wyróżniające osiągnięcia w nauce na rok akademicki 1999/2000.
- 2000: Stypendium Twórcze Miasta Krakowa w dziedzinie sztuk estradowych.
- 2000: II Wyróżnienie na VI Międzyuczelnianym Konkursie Wokalnym w Dusznikach-Zdroju
- 2000: III Nagroda, Kurs Interpretacji oraz Techniki Wokalnej prowadzony przez prof. Ryszarda Karczykowskiego.
- 2000: Nagroda Publiczności, Kurs Interpretacji Włoskiej Muzyki Wokalnej prowadzony przez prof. Ryszarda Karczykowskiego.
- 2001: Nagroda Publiczności, Kurs Mistrzowski „Technika a interpretacja” prowadzony przez prof. Ryszarda Karczykowskiego.
- 2001: III Nagroda, Kurs Mistrzowski „Technika a interpretacja” prowadzony przez prof. Ryszarda Karczykowskiego.
- 2010: VII Międzynarodowy Konkurs Wokalny im. Stanisława Moniuszki – III nagroda
- 2012: Teatralna Nagroda Muzyczna im. Jana Kiepury w kategorii najlepsza śpiewaczka (ex aequo z Olgą Pasiecznik)
- 2014: Nagroda Województwa Małopolskiego ARS QUAERENDI za wybitne działania na rzecz rozwoju i promocji kultury w kategorii „Mistrz”

- 2014: Nagroda Województwa Małopolskiego ARS QUAERENDI za projekt przedsięwzięcia kulturalnego pt. „Per Due Donne – MEZZOeSOPRANO”
- 2014: Odznaka Honoris Gratia
- 2015: Nagroda Kulturalna Burmistrza Wieliczki 2014 w kategorii „Całokształt działalności kulturalnej”
- 2015: Brązowy Medal za Długoletnią Służbę
- 2017: Medal Komisji Edukacji Narodowej
- 2017: Brązowy Krzyż Zasługi[2]
- 2018: Polonia Minor za profesjonalną i wieloletnią pracę na rzecz wzbogacenia życia kulturalnego Małopolski i jej mieszkańców
- 2018: Brązowy Medal „Zasłużony Kulturze Gloria Artis”
- 2023: Srebrny Krzyż Zasługi[3][4]